# سانتا آنا (کشتی) ۱۸۱۲
سانتا آنا (کشتی) ۱۸۱۲ (به انگلیسی: Santa Anna (ship) 1812) یک کشتی است.